# Eutoea unilineata
Eutoea unilineata är en fjärilsart som beskrevs av Walker 1862. Eutoea unilineata ingår i släktet Eutoea och familjen mätare. Inga underarter finns listade i Catalogue of Life.